# Colibrí amazília de manglar
El colibrí amazília de manglar (Amazilia boucardi) és una espècie d'ocell de la família dels troquílids (Trochilidae) que habita manglars de la costa del Pacífic, a Costa Rica.